# إقليم بركان
إقليم بركان هو أحد الأقاليم المغربية، ينتمي لجهة الشرق ، يقع شمال شرق المملكة المغربية بين إقليم الناظور ووجدة أنكاد. يضم الإقليم 270,328 ساكنا (إحصاء سنة 2004).

## بركان (مدينة)
بركان هي مدينة مغربية تقع في جهة الشرق، وتُعتبر عاصمة إقليم بركان. تُعرف بركان بأنها العاصمة التاريخية والثقافية  لبني يزناسن. تأسست المدينة في أوائل القرن العشرين على يد الفرنسيين، الذين أسسوها كنقطة استراتيجية على الحدود مع الجزائر، وقد لعبت دورًا بارزًا في التاريخ الحديث للمقاومة ضد الاستعمار.

## الموقع الجغرافي
تقع مدينة بركان على الساحل الشرقي للمغرب المطل على البحر الأبيض المتوسط، في منطقة جبلية وسهلية تابعة لسلسلة جبال الريف. تبعد حوالي 80 كيلومترًا عن مدينة الناظور شمالًا، وحوالي 60 كيلومترًا عن وجدة من جهة الشرق، تحد إقليم بركان الحدود البرية مع الجزائر، وهو ما يجعل المدينة نقطة عبور وحراسة استراتيجية.

## حدود و البحر
يمتد إقليم بركان حتى الساحل المتوسطي ويشمل ميناء بحري صغير في منطقة السعيدية، المعروفة بشواطئها الجميلة ورواجها السياحي. السعيدية تعتبر بوابة بحرية مهمة للمنطقة، حيث تشكل نقطة جذب للسياح من المغرب والجزائر وأوروبا. الحدود مع الجزائر من جهة الشرق هي حدود برية تمتد على طول الإقليم، وتشهد إجراءات أمنية مشددة بسبب الوضع السياسي بين البلدين.

## التاريخ
تأسست مدينة بركان عام 1907 على يد الإدارة الاستعمارية الفرنسية، بهدف إقامة مركز إداري واستراتيجي على الحدود الشرقية للمغرب. ومنذ تأسيسها، شهدت المدينة والمنطقة المحيطة بها عدة أحداث تاريخية هامة في مقاومة الاستعمار الفرنسي.
برزت بركان كمركز للمقاومة، حيث شارك سكانها بني يزناسن، في ثورات ضد الاحتلال الفرنسي. كما كانت نقطة دعم ومساندة مهمة لجيش التحرير الجزائري خلال نضاله ضد الاستعمار الفرنسي، إذ شهد الإقليم مرور وتجمع قادة و مقاتلي جيش التحرير الجزائري، الذين استخدموا المنطقة كقاعدة خلفية لتنظيم عملياتهم.
وفي مجال التعليم، تضم بركان أقدم ثانوية في المغرب، وهي ثانوية أبو الخير التي تأسست عام 1907، والتي لعبت دورًا مهمًا في نشر التعليم وتكوين أجيال ساهمت في النضال الوطني والوعي الثقافي.

## السكان
حسب إحصائيات 2024، يبلغ عدد سكان مدينة بركان حوالي 99,000 نسمة، بينما يصل عدد سكان إقليم بركان كاملًا إلى حوالي 284,000 نسمة. السكان يتوزعون بين أمازيغ بني يزناسن والعرب وغيرهم من المهاجرين من مناطق أخرى. اللغة الأمازيغية (تمازيغت) والعربية الفصحى والدارجة المغربية و الفرنسية تُستخدم في الحياة اليومية.

## الاقتصاد
يعتمد اقتصاد بركان بشكل رئيسي على الفلاحة، خاصة زراعة الحبوب و الفواكه ، الزيتون، والكروم. ومن المحاصيل الزراعية المهمة التي تشتهر بها المنطقة هي البرتقال، حيث يعتبر إقليم بركان من أكبر المناطق المنتجة للبرتقال في المغرب، وتصدر هذه الفاكهة إلى العديد من الدول الأوروبية، مما يشكل مصدر دخل هام للسكان المحليين. كما يتميز الإقليم بوجود نشاط صيد سمك مهم بسبب قربه من البحر الأبيض المتوسط، إضافة إلى نشاطات تجارية وخدماتية متنامية في المدينة. منطقة السعيدية تلعب دورًا مهمًا في السياحة الشاطئية، مما يعزز الاقتصاد المحلي.

## المناخ
يتميز مناخ بركان بمناخ متوسطي معتدل، مع شتاء بارد ممطر وصيف دافئ وجاف. تتراوح درجات الحرارة عادة بين 05 و30 درجة مئوية خلال السنة، مما يجعلها مناسبة للزراعة وأنشطة الحياة المختلفة.

## نهر ملوية
يعد نهر ملوية من أهم الأنهار التي تصب في إقليم بركان، حيث ينبع من جبال الأطلس المتوسط ويتدفق نحو الشمال الشرقي ليصب في البحر الأبيض المتوسط بالقرب من منطقة السعيدية. يلعب نهر ملوية دورًا حيويًا في الري الزراعي بالإقليم، ويوفر المياه للزراعة والحياة البرية، مما يساهم في تنوع البيئة الطبيعية في المنطقة.

## الثقافة و المجتمع
تحافظ المدينة على تراثها الأمازيغي من خلال الفنون الشعبية، الموسيقى، والاحتفالات التقليدية مثل الأعراس والمهرجانات الخاصة ببني يزناسن. التعليم في اللغة الأمازيغية بدأ يلقى اهتمامًا أكبر، مع وجود مدارس ومبادرات لتعزيز الهوية الثقافية.

## الرياضة
يعتبر نادي نهضة بركان من أبرز المؤسسات الرياضية في المدينة والمنطقة. تأسس النادي في 1938، وهو فريق كرة قدم ينافس في البطولة المغربية ويحقق شعبية كبيرة بين سكان بركان والمناطق المجاورة. النادي معروف بتحقيقه إنجازات على المستوى الوطني والقاري، حيث فاز بكأس الاتحاد الأفريقي (الكونفيدرالية الإفريقية) عدة مرات، مما رفع اسم المدينة على الخارطة الرياضية.

## المهاجرون في أوروبا
يعتبر إقليم بركان من المناطق المغربية التي شهدت هجرة كبيرة إلى أوروبا، خصوصًا إلى دول مثل فرنسا، إسبانيا، بلجيكا وهولندا. ساهم هؤلاء المهاجرون في تحسين وضع أسرهم من خلال تحويلاتهم المالية، كما حافظوا على روابط قوية مع موطنهم الأصلي من خلال الزيارات والدعم الاجتماعي والاقتصادي. الجالية البركانية في أوروبا تلعب دورًا ثقافيًا واجتماعيًا هامًا، من خلال تنظيم فعاليات ثقافية وتعليمية تعزز الهوية الأمازيغية والروابط مع الوطن.

## المرافق والخدمات
تتوفر بركان على عدة مرافق تعليمية، صحية، ورياضية، تشمل مدارس ابتدائية وثانوية، مراكز صحية ومستشفى إقليمي، بالإضافة إلى مراكز ثقافية ومكتبات. البنية التحتية في المدينة تحسنت خلال السنوات الأخيرة لتواكب النمو السكاني والاقتصادي.

## النقل
تمتاز بركان بشبكة طرق وطرق وطنية تربطها بالمدن المجاورة مثل وجدة والناظور والسعيدية. كما ستنشأ محطة قطار تسهل التنقل بين المدن الشرقية للمغرب، فضلاً عن قربها من مطار الناظور الذي يخدم المنطقة. النقل البحري محدود ومتركز في منطقة السعيدية.

## التقسيمات الإدارية
تنقسم المحافظة إدارياً إلى ما يلي:
| الاسم               | الرمز الجغرافي | النوع        | عدد المساكن | تعداد السكان (2004) | الأجانب | المواطنين المغاربة | ملاحظات                                                                          |
| ------------------- | -------------- | ------------ | ----------- | ------------------- | ------- | ------------------ | -------------------------------------------------------------------------------- |
| أحفير               | 113.01.01.     | جماعات حضرية | 4,160       | 19,482              | 310     | 19,172             |                                                                                  |
| عين الركادة         | 113.01.05.     | جماعات حضرية | 625         | 2,983               | 11      | 2,972              |                                                                                  |
| أكليم               | 113.01.07.     | جماعات حضرية | 1,812       | 8,969               | 5       | 8,964              |                                                                                  |
| بركان               | 113.01.09.     | جماعات حضرية | 17,245      | 80,012              | 199     | 79,813             |                                                                                  |
| السعيدية            | 113.01.25.     | جماعات حضرية | 829         | 3,338               | 77      | 3,261              |                                                                                  |
| سيدي سليمان الشراعة | 113.01.29.     | جماعات حضرية | 4,561       | 22,904              | 14      | 22,890             |                                                                                  |
| زكزل                | 113.05.19.     | بلدية ريفية  | 6,424       | 32,210              | 38      | 32,172             | يعيش 16145 ساكنًا في المركز المسمى بوحديلة ؛ يعيش 16065 ساكنًا في المناطق الريفية. |
| سيدي بوهرية         | 113.05.15.     | بلدية ريفية  | 991         | 5,400               | 1       | 5,399              |                                                                                  |
| تافوغالت            | 113.05.17.     | بلدية ريفية  | 609         | 3,150               | 2       | 3,148              |                                                                                  |
| مداغ                | 113.03.11.     | بلدية ريفية  | 2,758       | 13,980              | 54      | 13,926             | يعيش 2312 ساكنًا في المركز المسمى مداغ ؛ يعيش 11668 ساكن في المناطق الريفية.      |
| العثامنة            | 113.03.09.     | بلدية ريفية  | 3,182       | 15,493              | 177     | 15,316             |                                                                                  |
| فزوان               | 113.03.07.     | بلدية ريفية  | 2,005       | 10,304              | 21      | 10,283             |                                                                                  |
| رسلان               | 113.05.13.     | بلدية ريفية  | 879         | 5,195               | 0       | 5,195              |                                                                                  |
| شويحية              | 113.05.05.     | بلدية ريفية  | 2,138       | 12,539              | 0       | 12,539             |                                                                                  |
| بوغريبة             | 113.05.03.     | بلدية ريفية  | 3,727       | 20,560              | 4       | 20,556             |                                                                                  |
| أغبال               | 113.03.01.     | بلدية ريفية  | 2,704       | 13,809              | 124     | 13,685             |                                                                                  |

## وصلات خارجية
1. ↑  المملكة المغربية، المندوبية السامية للتخطيط. "الإحصاء العام للسكان والسكنى 2004" (PDF). ص. 66. مؤرشف من الأصل (pdf) في 2015-05-01. اطلع عليه بتاريخ 2012-04-20.
2. ↑  رموز التقسيمات المغربية حسب HASC at statoids.com
3. 1 2 3  "تعريف الإقليم". delegation.mjs.gov.ma. مؤرشف من الأصل في 2022-10-28. اطلع عليه بتاريخ 2022-10-28.
4. ↑  "الجهة في أرقام". conseilregionoriental.ma. مؤرشف من الأصل في 2023-04-02. اطلع عليه بتاريخ 2022-11-16.
5. ↑  "Recensement général de la population et de l'habitat de 2004" (PDF). Haut-commissariat au Plan, Lavieeco.com. مؤرشف من الأصل (PDF) في 2012-07-24. اطلع عليه بتاريخ 2012-04-27.